# Casa románica de Rosheim
La casa románica de Rosheim, también llamada antiguamente maison païenne, es una edificación civil de estilo románico situada en la comuna francesa de Rosheim, en el departamento del Bajo Rin, en Alsacia.
La casa románica o casa fortificada fue construida en el primer tercio del siglo XII por orden de Frédéric le Borgne con una clara función defensiva; elevada sobre un pequeño montículo cumple plenamente las normas de una torre residencial (desarrolla tanto un papel defensivo a modo de castillo como de residencia). Fue restaurada durante los años 2001 y 2002.

## Clasificación
La casa románica de Rosheim está clasificada como monumento histórico de Francia desde el año 1921. 